# Yekatit 12

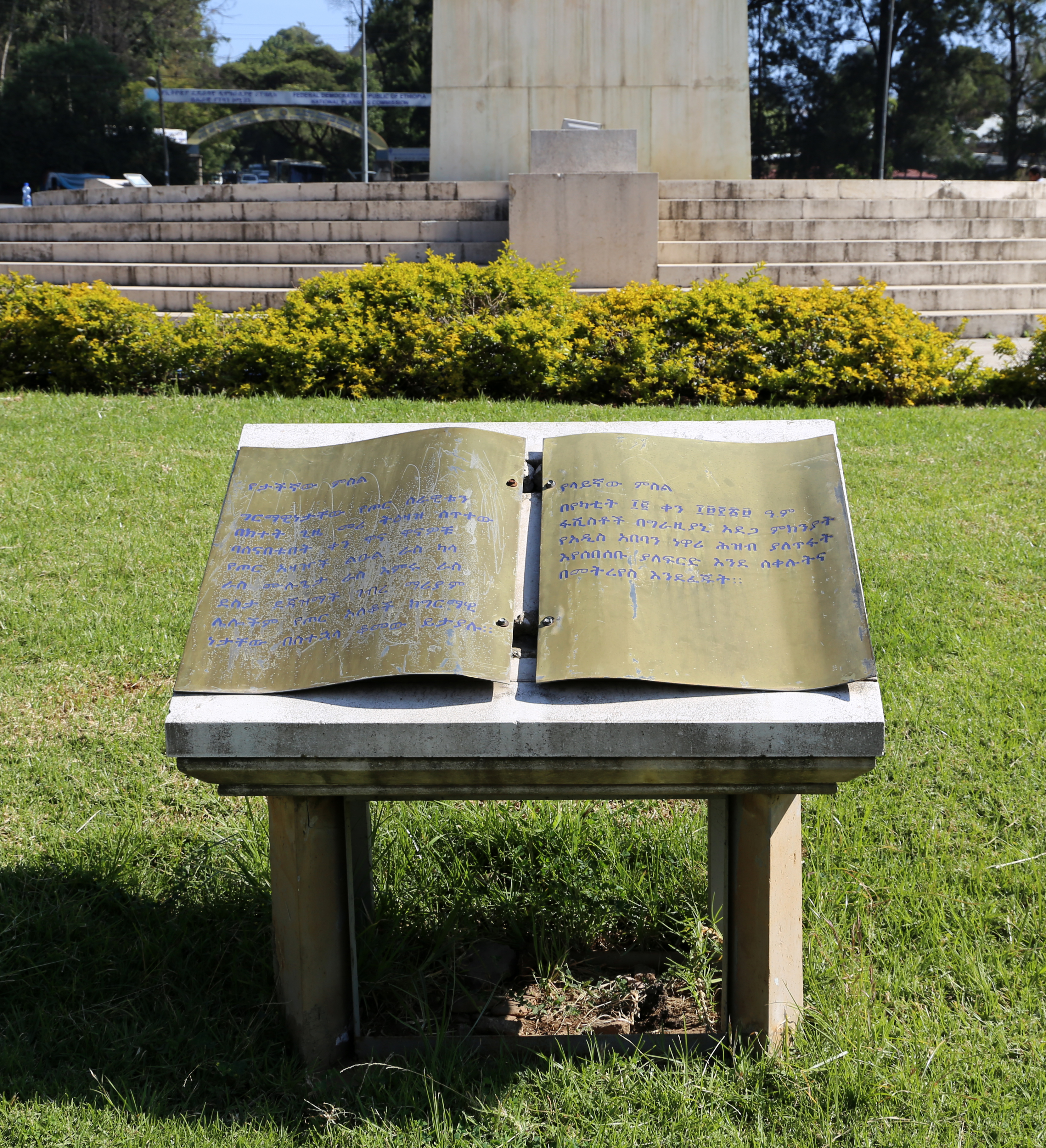
L'histoire est expliquée en amharique sur des tablettes de pierre sous forme de livres ouverts

Yekatit 12 (amharique: የካቲት ፲፪) ou monument du 12 Yekatit est un obélisque dressé au centre de la place du 12 Yekatit, dans la ville d'Addis-Abeba, en Éthiopie.

## Historique
Ce monument commémore le massacre de Graziani qui eut lieu durant l'occupation italienne du pays. Yekatit 12 est une date du calendrier éthiopien correspondant au 19 février, premier jour du massacre commis par les Italiens en 1937, et qui correspond à une journée de commémoration de tous les héros de la résistance éthiopienne et les civils éthiopiens morts durant les conflits du XXe siècle. Le monument fut inauguré le 2 novembre 1944 par l'empereur éthiopien Hailé Sélassié. Après la fin de la Seconde Guerre mondiale, chaque année, Haïlé Sélassié Ier se rendait au pied de l'obélisque afin d'y déposer une gerbe. Depuis 1955, il y a deux reliefs des sculpteurs yougoslaves Antun Augustinčić et Frano Kršinić dans la zone inférieure, en bronze, dont chacun entoure l'obélisque. L'inauguration des sculptures du monument a eu lieu le 14 décembre 1955 à l'occasion de la visite officielle du président yougoslave Josip Broz Tito en Éthiopie, qui a également reçu à cette occasion la citoyenneté honoraire et les clés de la ville d'Addis-Abeba,. Mengistu Haile Mariam n'abandonna pas cette pratique de la commémoration et, après la chute du régime du Derg, ce fut le maire d'Addis Abeba qui en prit la responsabilité. Plus récemment, c'est le président de la République qui a participé à ces commémorations.

## Description
Le monument est un obélisque en pierre blanche de 28 mètres de haut sur lequel sont représentées en relief les scènes du massacre et d'autres crimes de guerre de l'Italie tels que l'utilisation de gaz toxiques ainsi que les funérailles des victimes auxquelles participa Haïlé Sélassié Ier après la Libération. L'obélisque se dresse sur une base surélevée à laquelle mènent six marches provenant de trois directions. Il est également orné du Lion de Juda. Celui-ci ne fut étrangement pas retiré sous le régime du Derg qui avait pourtant pris comme habitude d'effacer tout symbole de l'Empire éthiopien. Le monument est également appelé "Monument des Martyres" ou encore "Sidist Kilo", comme le quartier qui l'entoure.

## Histoire des sculptures en bronze
Lors de sa visite au président yougoslave Josip Broz Tito, l'empereur éthiopien Hailé Sélassié a rencontré le sculpteur croate Antun Augustinčić dans les îles Brijuni. L'empereur a invité Augustinčić à concevoir un monument aux victimes du massacre de Graziani et a déclaré : « Qui pourrait mieux représenter la souffrance des victimes du fascisme que vous ? » Augustinčić a accepté l'invitation et a appelé son collègue Frano Kršinić, avec qui il a eu l'idée du monument aux victimes du fascisme. Après avoir achevé le monument Yekatit 12, Augustinčić a également construit le monument aux partisans éthiopiens à Holeta et le monument à Mekonnen Welde Mikaél à Harar. Pour fournir des commentaires et des instructions pour le mémorial de Harar, l'artiste éthiopien Afewerk Tekle s'est rendu à Zagreb, où il a échangé des idées avec Augustinčić.